# 中山足球場
中山足球場（ちゅうざんそっきゅうじょう、中国語: 中山足球場）は、台湾台北市中山区にかつて存在したサッカースタジアムである。

## 概要
台湾が日本統治下にあった1923年に圓山運動場（まるやまうんどうじょう）として建設された。圓山運動場は、野球場やテニスコート、陸上競技場などの運動施設が集まっていた。圓山野球場は、1923年から1941年まで行われていた全国中等学校優勝野球大会（夏の甲子園）の台湾大会のメイン球場として使用されていた。
第二次世界大戦後、中華民国が統治するようになった後は圓山野球場（中国語: 圓山棒球場）として利用されていたが、1989年にサッカー専用スタジアムへ変更された。ただ、台湾のプロサッカーリーグである台湾・インターシティフットボールリーグの規模が当初の予定よりも小規模なものに留まっていたため、サッカーの試合よりもコンサートやイベント会場として利用されることが多かった。日本のアーティストではTK PAN-PACIFIC TOUR '97 IN TAIPEI（1997年）、LUNA SEA（2000年）、L'Arc〜en〜Ciel（2008年）がイベント・ライブを開催した。
2007年に閉場となる予定であったが、2009年の夏季デフリンピックやワールドゲームズ2009に向けて台北陸上競技場及び高雄国家体育場の改修工事が予定されていたため、閉場を1年遅らせて、2010 FIFAワールドカップ・アジア予選及びAFCチャレンジカップ2008予選大会の会場として用いることになった。2008年11月28日に閉場した。現在は圓山公園として台北国際花の博覧会の会場の一つになるなど、様々な用途に用いられている。
スタジアムの収容人数は20,000人。インターシティフットボールリーグに所属する大同足球隊がホームスタジアムとして使用していた他、サッカーチャイニーズタイペイ代表もホームスタジアムとして使用していた。

## 交通アクセス
地下鉄台北捷運淡水線の圓山駅すぐ側。

## ギャラリー

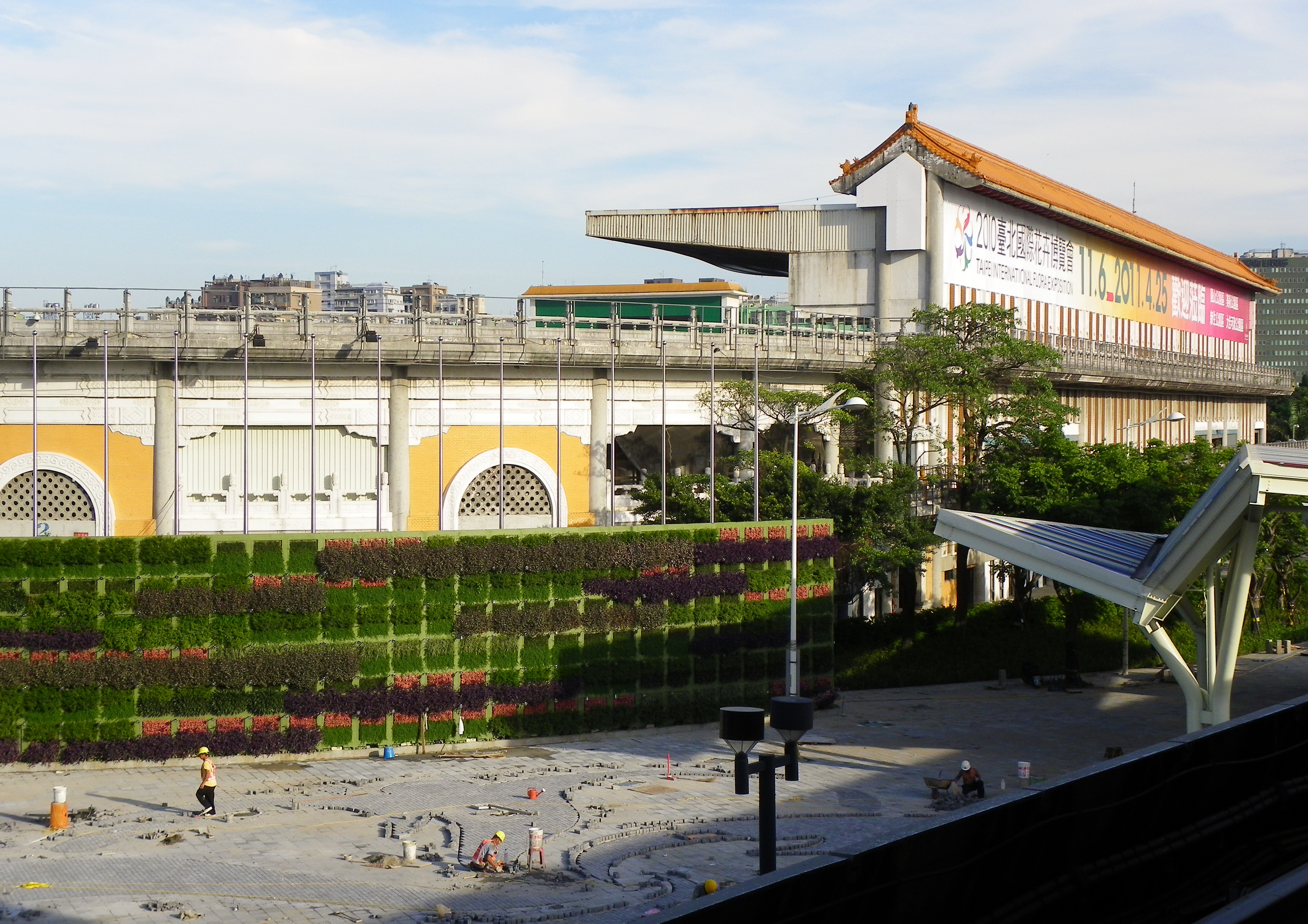
閉場後取り壊しが行われる前のスタジアムの様子
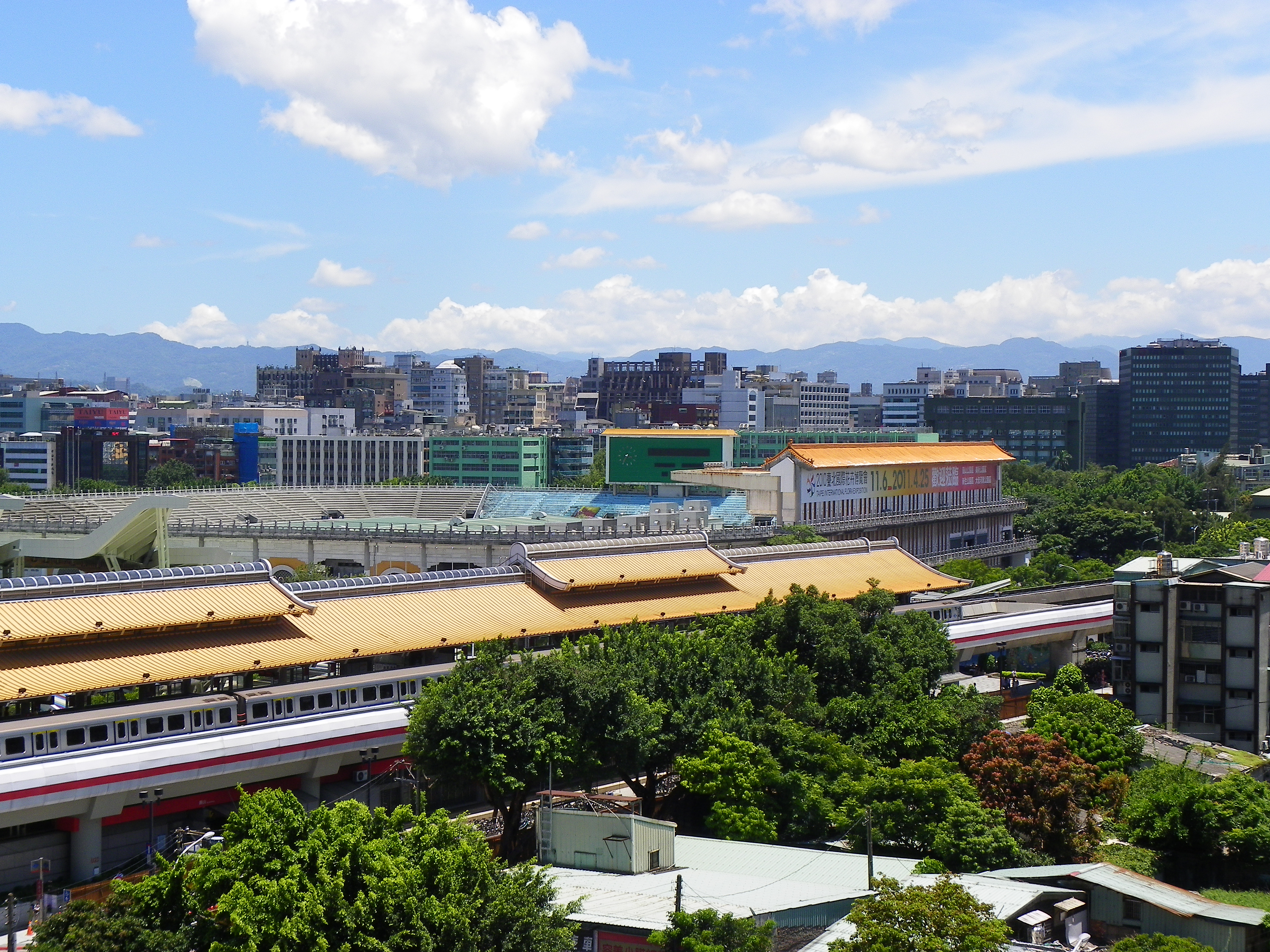
圓山駅から見たスタジアムの様子
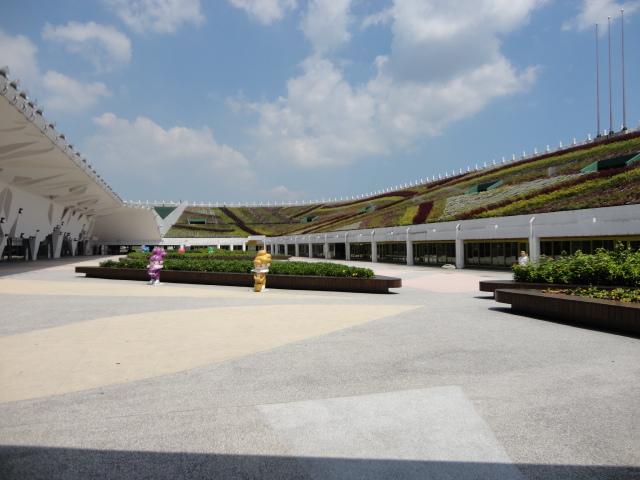
台北国際花の博覧会におけるスタジアムの様子
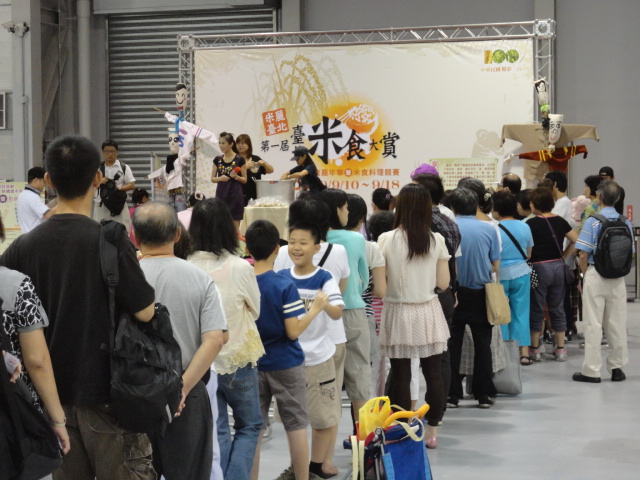
米食展における様子